# Liste des routes d'État en Indiana
Les routes d'État en Indiana sont numérotées de façon rationnelle: en général, les routes ayant un numéro impair vont du sud au nord en augmentant vers l'ouest alors que celles ayant un numéro pair vont d'ouest en est en augmentant vers le sud. Les routes à trois chiffres sont reliées à la route à un ou deux chiffres.
Certaines exceptions existent dont les: SR 37, SR 47, SR 56, SR 57, SR 62 et SR 67 qui sont des routes diagonales. La défunte SR 100 formait une route de ceinture autour d'Indianapolis, la SR 135 agit comme route à deux chiffres et la SR 149 ainsi que la SR 249 agissent toutes deux comme routes principales et se trouvent entre la SR 49 et la SR 51. 
Les numéros des US Routes traversant l'État ne sont pas utilisés comme numéros de routes d'État. Ces numéros sont 6, 12, 20, 24, 27, 30, 31, 33, 35, 36, 40, 41, 50 et 52.

## Liste des routes d'État
| Numéro | Longueur (mi) | Longueur (km) | Terminus sud / ouest                                                        | Terminus nord / est                            | Créée | Notes                  |
| ------ | ------------- | ------------- | --------------------------------------------------------------------------- | ---------------------------------------------- | ----- | ---------------------- |
| SR 1   | 138,19        | 222,39        | I-275 / US 50 près de Lawrenceburg                                          | I-469 / US 33 près de Fort Wayne               | 1930  | Segment sud            |
| SR 1   | 41,40         | 66,62         | I-69 à Fort Wayne                                                           | US 20 près d'Angola                            | 1930  | Segment nord           |
| SR 2   | 81,02         | 130,39        | IL 17 à la frontière de l'Illinois                                          | US 20 / US 31 près de South Bend               | —     |                        |
| SR 3   | 180,35        | 290,25        | SR 62 à Charlestown                                                         | US 224 à Markle                                | 1930  | Segment sud            |
| SR 3   | 44,80         | 72,09         | I-69 / US 24 / US 27 / US 30 à Fort Wayne                                   | SR 120 près de Brighton                        | 1930  | Segment nord           |
| SR 4   | 26,50         | 42,60         | SR 2 à La Porte                                                             | US 31 près de Lakeville                        | 1935  | Segment ouest          |
| SR 4   | 5,31          | 8,55          | Lincoln Avenue à Goshen                                                     | SR 13 près de Goshen                           | 1932  | Segment centre         |
| SR 4   | 5,94          | 9,55          | SR 327 à Helmer                                                             | I-69 à Ashley                                  | 1950  | Segment est            |
| SR 5   | 96,19         | 154,81        | SR 22 à Upland                                                              | SR 120 près de Shipshewana                     | 1931  |                        |
| SR 7   | 36,59         | 58,89         | SR 56 à Madison                                                             | SR 46 à Columbus                               | —     |                        |
| SR 8   | 42,85         | 68,95         | US 231 / SR 2 à Hebron                                                      | SR 17 près de Plymouth                         | 1932  | Segment ouest          |
| SR 8   | 34,63         | 55,73         | SR 9 à Albion                                                               | OH 18 à la frontière de l'Ohio                 | 1932  | Segment est            |
| SR 9   | 189,59        | 305,11        | SR 46 près de Columbus                                                      | M-66 à la frontière du Michigan                | —     |                        |
| SR 10  | 85,19         | 137,10        | IL 14 à la frontière de l'Illinois                                          | SR 19 près d'Etna Green                        | —     |                        |
| SR 11  | 29,82         | 47,99         | SR 135 près de Mauckport                                                    | SR 62 près de Lanesville                       | —     | Segment sud            |
| SR 11  | 26,18         | 42,14         | SR 250 à Dudleytown                                                         | SR 46 près de Columbus                         | —     | Segment nord           |
| SR 13  | 138,63        | 223,11        | US 36 à Fortville                                                           | US 131 près de Middlebury                      | 1931  |                        |
| SR 14  | 122,98        | 197,91        | US 41 à Enos                                                                | I-69 / US 24 / US 33 à Fort Wayne              | —     |                        |
| SR 15  | 94,84         | 152,62        | US 35 / SR 22 à Jonesboro                                                   | M-103 à la frontière du Michigan               | —     |                        |
| SR 16  | 105,17        | 169,26        | US 41 à Ade                                                                 | SR 5 à Huntington                              | —     |                        |
| SR 17  | 50,71         | 81,60         | SR 25 à Logansport                                                          | US 30 à Plymouth                               | 1932  |                        |
| SR 18  | 141,13        | 227,13        | CR 880 à la frontière de l'Illinois                                         | US 27 / SR 67 à Bryant                         | —     |                        |
| SR 19  | 143,00        | 230,14        | SR 32 / SR 38 à Noblesville                                                 | Casspolis Street à la frontière du Michigan    | —     |                        |
| SR 22  | 11,50         | 18,50         | SR 29 à Burlington                                                          | Sycamore Street à Kokomo                       | —     | Segment ouest          |
| SR 22  | 33,49         | 53,90         | US 31 / US 35 à Kokomo                                                      | SR 26 à Upland                                 | —     | Segment est            |
| SR 23  | 50,87         | 81,87         | SR 10 près de Bass Lake                                                     | M-62 à la frontière du Michigan à Granger      | —     |                        |
| SR 25  | 30,87         | 49,68         | SR 32 près de Waynetown                                                     | US 52 / US 231 à West Lafayette                | —     | Segment sud            |
| SR 25  | 86,36         | 138,98        | Schuyler Avenue près de Lafayette                                           | SR 15 à Warsaw                                 | —     | Segment nord           |
| SR 26  | 29,86         | 48,05         | IL 9 / SR 352 à la frontière de l'Illinois                                  | US 52 / US 231 près de West Lafayette          | —     | Segment ouest          |
| SR 26  | 120,24        | 193,51        | I-65 à Lafayette                                                            | OH 119 à la frontière de l'Ohio                | —     | Segment est            |
| SR 28  | 152,82        | 245,95        | IL 119 à la frontière de l'Illinois                                         | OH 571 à la frontière de l'Ohio à Union City   | —     |                        |
| SR 29  | 31,17         | 50,16         | US 421 / SR 28 à Boyleston                                                  | US 35 à Logansport                             | —     |                        |
| SR 32  | 156,81        | 252,37        | Perrysville Road à la frontière de l'Illinois                               | OH 47 à la frontière de l'Ohio à Union City    | —     |                        |
| SR 37  | 215,00        | 346,00        | SR 66 à Tell City                                                           | SR 9 à Marion                                  | —     | Segment sud            |
| SR 37  | 14,40         | 23,20         | I-469 / US 24 / US 30 à Fort Wayne                                          | OH 2 à la frontière de l'Ohio                  | —     | Segment nord           |
| SR 38  | 121,07        | 194,85        | US 52 / SR 25 à Lafayette                                                   | US 35 à Richmond                               | —     |                        |
| SR 39  | 14,91         | 24,00         | SR 56 près de Scottsburg                                                    | SR 250 près de Brownstown                      | 1936  | Segment sud            |
| SR 39  | 179,70        | 289,20        | SR 37 à Martinsville                                                        | M-239 à la frontière du Michigan               | 1936  | Segment nord           |
| SR 42  | 62,71         | 100,91        | SR 46 à Terre Haute                                                         | SR 67 / SR 144 à Mooresville                   | 1932  |                        |
| SR 43  | 23,37         | 37,62         | SR 54 près de Cincinnati                                                    | SR 46 près de Spencer                          | —     | Segment sud            |
| SR 43  | 17,43         | 28,04         | I-65 près de Battle Ground                                                  | US 24 / US 421 à Reynolds                      | —     | Segment nord           |
| SR 44  | 18,59         | 29,91         | SR 37 à Martinsville                                                        | SR 144 à Franklin                              | —     | Segment ouest          |
| SR 44  | 67,61         | 108,81        | I-65 à Franklin                                                             | OH 725 à la frontière de l'Ohio                | —     | Segment est            |
| SR 45  | 55,65         | 89,56         | US 231 à Scotland                                                           | SR 135 à Beanblossom                           | —     |                        |
| SR 46  | 156,72        | 252,22        | I-70 à Terre Haute                                                          | US 52 près de West Harrison                    | —     |                        |
| SR 47  | 64,22         | 103,35        | US 41 près du Parc d'état de Turkey Run                                     | SR 38 à Sheridan                               | —     |                        |
| SR 48  | 29,96         | 48,22         | SR 63 à Fairbanks                                                           | US 231 / SR 67 / SR 157 à Worthington          | 1932  | Segment ouest          |
| SR 48  | 5,99          | 9,64          | SR 43 à Whitehall                                                           | SR 37 / SR 45 à Bloomington                    | —     | Segment centre         |
| SR 48  | 26,47         | 42,60         | SR 229 à Napoleon                                                           | US 50 à Lawrenceburg                           | —     | Segment est            |
| SR 49  | 44,39         | 71,43         | SR 14 à Wheatfield                                                          | Parc d'état d'Indiana Dunes à Porter           | —     |                        |
| SR 51  | 9,56          | 15,38         | US 30 près de Merrillville                                                  | US 20 à Lake Station                           | —     |                        |
| SR 53  | 14,02         | 22,56         | US 231 à Crown Point                                                        | US 12 / US 20 à Gary                           | —     |                        |
| SR 54  | 55,17         | 88,79         | US 41 à Sullivan                                                            | SR 37 près d'Oolitic                           | —     |                        |
| SR 55  | 109,41        | 176,08        | SR 25 à Wingate                                                             | US 6 Business à Gary                           | —     |                        |
| SR 56  | 193,43        | 311,30        | US 41 à Hazleton                                                            | US 50 / SR 350 à Aurora                        | —     |                        |
| SR 57  | 83,19         | 133,88        | US 41 à Evansville                                                          | US 231 à Worthington                           | —     |                        |
| SR 58  | 122,07        | 196,45        | SR 63 à Merom                                                               | I-65 près de Columbus                          | —     |                        |
| SR 59  | 79,53         | 127,99        | SR 58 à Sandborn                                                            | SR 47 à Waveland                               | —     |                        |
| SR 60  | 62,21         | 100,12        | US 50 près de Huron                                                         | US 31 près de Sellersburg                      | 1930  |                        |
| SR 61  | 65,18         | 104,90        | SR 66 près de Newburgh                                                      | Wabash Avenue à Vincennes                      | —     |                        |
| SR 62  | 227,19        | 365,63        | IL 141 à la frontière de l'Illinois                                         | SR 262 à Dillsboro                             | —     |                        |
| SR 63  | 16,32         | 26,26         | SR 58 à Merom                                                               | SR 246 à Prairie Creek                         | —     | Segment sud            |
| SR 63  | 63,24         | 101,77        | US 41 à Terre Haute                                                         | US 41 près de Carbondale                       | —     | Segment nord           |
| SR 64  | 107,49        | 172,99        | IL 15 à la frontière de l'Illinois à East Mount Carmel                      | I-64 / SR 62 près d'Edwardsville               | —     |                        |
| SR 65  | 47,74         | 76,83         | SR 66 près d'Evansville                                                     | SR 56 près de Petersburg                       | —     |                        |
| SR 66  | 150,86        | 242,79        | SR 69 près de New Harmony                                                   | US 150 près de Hardinsburg                     | —     |                        |
| SR 67  | 199,24        | 320,65        | US 41 / US 150 près de Vincennes                                            | OH 29 à la frontière de l'Ohio                 | —     |                        |
| SR 68  | 52,93         | 85,18         | SR 69 à New Harmony                                                         | US 231 à Dale                                  | 1931  |                        |
| SR 69  | 35,60         | 57,30         | Hovey Lake Fish and Wildlife Area                                           | I-64 à Griffin                                 | 1932  |                        |
| SR 70  | 9,12          | 14,67         | US 231 près de Chrisney                                                     | SR 66 près de Troy                             | 1932  | Segment ouest          |
| SR 70  | 6,16          | 9,91          | SR 37 à Gatchel                                                             | SR 66 à Derby                                  | 1953  | Segment est            |
| SR 71  | 19,93         | 32,08         | SR 163 à Blanford                                                           | SR 63 près de Newport                          | 1932  | Segment sud            |
| SR 71  | 17,55         | 28,25         | SR 352 près d'Ambia                                                         | US 24 / US 52 près de Kentland                 | 1951  | Segment nord           |
| SR 75  | 36,90         | 59,38         | US 40 près de Stilesville                                                   | SR 47 à Thorntown                              | 1934  | Segment sud            |
| SR 75  | 22,67         | 36,48         | US 421 / SR 38 / SR 39 près de Frankfort                                    | SR 218 à Camden                                | —     | Segment nord           |
| SR 101 | 0,56          | 0,90          | KY 1039 à la frontière du Kentucky                                          | SR 156 près de Florence                        | 1934  | Segment sud            |
| SR 101 | 17,48         | 28,13         | US 50 près de Milan                                                         | I-74 près de Sunman                            | 1934  | Segment sud-centre     |
| SR 101 | 16,27         | 26,19         | US 52 / SR 1 à Brookville                                                   | US 27 / SR 44 à Liberty                        | 1934  | Segment nord-centre    |
| SR 101 | 44,98         | 72,39         | SR 124 près de Pleasant Mills                                               | SR 1 / SR 8 près de Newville                   | 1934  | Segment nord           |
| SR 103 | 14,09         | 22,67         | US 40 à Lewisville                                                          | US 36 près de Mount Summit                     | 1929  |                        |
| SR 104 | 9,52          | 15,32         | SR 4 près de La Porte                                                       | US 6 à Walkerton                               | —     |                        |
| SR 105 | 31,93         | 51,39         | SR 9 près de La Fontaine                                                    | SR 5 à South Whitley                           | 1932  |                        |
| SR 106 | 4,31          | 6,93          | US 6 près de Bremen                                                         | US 6 près de Bremen                            | 1985  |                        |
| SR 109 | 20,13         | 32,39         | US 40 à Knightstown                                                         | I-69 / SR 9 / SR 67 à Anderson                 | 1940  | Segment nord           |
| SR 109 | 11,64         | 18,733        | US 30 à Columbia City                                                       | US 33 près de Wolf Lake                        | 1934  | Segment sud            |
| SR 110 | 2,49          | 4,00          | SR 10 près de De Motte                                                      | US 231 près de De Motte                        | —     | Segment ouest          |
| SR 110 | 16,40         | 26,39         | SR 17 près de Culver                                                        | SR 25 près de Talma                            | —     | Segment est            |
| SR 111 | 25,10         | 40,40         | Cul-de-sac à la rivière Ohio à New Boston                                   | I-64 à New Albany                              | 1938  |                        |
| SR 114 | 28,71         | 46,20         | US 41 près de Morocco                                                       | US 421 près de Monon                           | 1932  | Segment ouest          |
| SR 114 | 5,83          | 9,39          | SR 17 près de Grass Creek                                                   | SR 25 à Fulton                                 | —     | Segment centre         |
| SR 114 | 36.246        | 58.332        | SR 14 in Akron                                                              | US 24 near Fort Wayne                          | 1931  | Segment est            |
| SR 115 | 3,38          | 5,43          | US 24 près de Wabash                                                        | SR 15 près de Wabash                           | —     |                        |
| SR 116 | 31,70         | 51,02         | US 224 à Markle                                                             | US 27 à Geneva                                 | —     |                        |
| SR 117 | 4,43          | 7,14          | SR 110 près de Culver                                                       | SR 10 près de Culver                           | —     |                        |
| SR 119 | 13,67         | 22,01         | SR 16 / SR 39 à Buffalo                                                     | US 35 à Winamac                                | 1933  | Segment nord           |
| SR 119 | 10,27         | 16,53         | SR 19 près de Wakarusa                                                      | SR 15 à Goshen                                 | 1932  | Segment sud            |
| SR 120 | 60,09         | 96,71         | Middleton Run Road à Elkhart                                                | Territorial Road à la frontière du Michigan    | 1937  |                        |
| SR 121 | 15,30         | 24,62         | US 52 près de Metamora                                                      | SR 44 à Connersville                           | 1932  | Segment nord           |
| SR 121 | 4,21          | 6,77          | US 27 / SR 227 à Richmond                                                   | OH 121 à la frontière de l'Ohio                | 1932  | Segment sud            |
| SR 124 | 69,63         | 112,06        | SR 19 à Peru                                                                | OH 81 à la frontière de l'Ohio                 | 1932  |                        |
| SR 127 | 6,94          | 11,16         | US 20 à Angola                                                              | I-69 / I-80 / I-90 / SR 120 près de Fremont    | 1934  |                        |
| SR 128 | 10,87         | 17,49         | SR 13 près d'Elwood                                                         | SR 9 près d'Alexandria                         | —     |                        |
| SR 129 | 48,01         | 77,26         | SR 56 près de Vevay                                                         | SR 46 près de Batesville                       | 1932  |                        |
| SR 130 | 7,87          | 12,67         | US 6 / SR 51 à Hobart                                                       | SR 149 près de Valparaiso                      | —     |                        |
| SR 134 | 0,38          | 0,61          | Centre correctionnel pour femmes de l'Indiana à Indianapolis                | US 136 à Indianapolis                          | —     | Girls School Road      |
| SR 135 | 138,55        | 222,97        | KY 79 à la frontière du Kentucky à Mauckport                                | US 31 à Indianapolis                           | 1935  |                        |
| SR 140 | 2,24          | 3,611         | Indiana Soldiers and Sailors Children's Home                                | US 40 à Knightstown                            | 1932  |                        |
| SR 142 | 10,19         | 16,39         | SR 42 à Eminence                                                            | SR 39 près de Centerton                        | 1934  |                        |
| SR 143 | 1,51          | 2,43          | Jasper-Pulaski Fish and Wildlife Area                                       | US 421 près de San Pierre                      | —     |                        |
| SR 144 | 7,16          | 11,52         | SR 42 / SR 67 à Mooresville                                                 | I-69 près de Waverly                           | 1935  | Segment ouest          |
| SR 144 | 4,81          | 7,74          | SR 135 à Bargersville                                                       | SR 44 à Franklin                               | 1932  | Segment est            |
| SR 145 | 45,46         | 73,16         | SR 37 près de Tell City                                                     | SR 56 à French Lick                            | 1931  |                        |
| SR 148 | 5,11          | 8,23          | SR 48 près de Lawrenceburg                                                  | US 50 à Aurora                                 | 1932  |                        |
| SR 149 | 8,70          | 14,00         | SR 130 près de Valparaiso                                                   | US 12 à Burns Harbor                           | —     |                        |
| SR 152 | 2,49          | 4,00          | I-80 / I-94 / US 6 / US 41 à Hammond                                        | US 20 à Hammond                                | —     | Indianapolis Boulevard |
| SR 154 | 13,18         | 21,21         | Clover Street à la frontière de l'Illinois à Hutsonville, IL                | US 41 / US 150 in Sullivan                     | —     |                        |
| SR 156 | 27,23         | 43,83         | SR 56 à Vevay                                                               | SR 56 près de Rising Sun                       | —     |                        |
| SR 157 | 26,84         | 43,19         | US 231 / SR 54 à Bloomfield                                                 | SR 59 / SR 246 à Clay City                     | —     |                        |
| SR 158 | 10,17         | 16,37         | Crane Naval Surface Warfare Center                                          | SR 450 à Bedford                               | 1932  |                        |
| SR 159 | 6,08          | 9,79          | SR 67 à Bicknell                                                            | SR 58 à Freelandville                          | —     | Segment sud            |
| SR 159 | 8,10          | 13,041        | CR 425 S & CR 900 E / CR 1600 W près de la Forêt d'état de Greene-Sullivan  | SR 54 à Dugger                                 | —     | Segment centre         |
| SR 159 | 18,47         | 29,73         | SR 48 près de Coalmont                                                      | SR 46 à Riley                                  | —     | Segment nord           |
| SR 160 | 18,74         | 30,15         | SR 60 à Salem                                                               | US 31 à Henryville                             | —     |                        |
| SR 161 | 49,69         | 79,97         | KY 2262 à la frontière du Kentucky à Owensboro, KY                          | SR 64 près de Huntingburg                      | 1931  | Pont d'Owensboro       |
| SR 162 | 27,86         | 44,84         | SR 62 à Gentryville                                                         | US 231 à Jasper                                | —     |                        |
| SR 163 | 8,89          | 14,30         | E 1190th Road à la frontière de l'Illinois                                  | US 41 à Clinton                                | 1931  |                        |
| SR 164 | 19,10         | 30,73         | US 231 à Jasper                                                             | SR 145 près de Patoka Lake                     | 1931  |                        |
| SR 165 | 17,17         | 27,64         | SR 66 à Wadesville                                                          | SR 65 à Owensville                             | —     |                        |
| SR 166 | 6,36          | 10,24         | Rivière Ohio à Tobinsport                                                   | SR 66 près de Cannelton                        | —     |                        |
| SR 167 | 10,37         | 16,69         | SR 67 à Albany                                                              | SR 26 près de Trenton                          | 1931  |                        |
| SR 168 | 17,18         | 27,65         | SR 65 à Owensville                                                          | SR 57 à Mackey                                 | —     |                        |
| SR 201 | 1,24          | 1,99          | Parc d'état de Ouabache                                                     | SR 124 près de Bluffton                        | —     |                        |
| SR 203 | 13,53         | 21,77         | SR 362 près de Nabb                                                         | SR 256 près d'Austin                           | —     |                        |
| SR 205 | 32,14         | 51,73         | SR 5 près de South Whitley                                                  | SR 327 près de Garrett                         | 1935  |                        |
| SR 211 | 2,03          | 3,27          | SR 11 près d'Elizabeth                                                      | SR 111 près d'Elizabeth                        | —     |                        |
| SR 212 | 3,22          | 5,19          | US 20 à Michigan City                                                       | US 12 à Michiana Shores                        | 1930  |                        |
| SR 213 | 24,97         | 40,18         | SR 37 près de Noblesville                                                   | US 35 / SR 22 à Greentown                      | —     |                        |
| SR 218 | 41,38         | 66,60         | Old SR 25 à Delphi                                                          | SR 19 à Santa Fe                               | 1932  | Segment ouest          |
| SR 218 | 49,89         | 80,29         | SR 15 à La Fontaine                                                         | OH 707 à la frontière de l'Ohio                | 1932  | Segment est            |
| SR 225 | 3,97          | 6,39          | Old SR 25 près de Lafayette                                                 | SR 43 près de Battle Ground                    | —     |                        |
| SR 227 | 37,40         | 60,19         | OH 177 à la frontière de l'Ohio                                             | SR 32 à Union City                             | 1931  |                        |
| SR 229 | 24,81         | 39,93         | US 421 à Napoleon                                                           | US 52 près de Metamora                         | 1931  |                        |
| SR 232 | 1,99          | 3,21          | SR 9 / SR 32 à Anderson                                                     | Parc d'état des Mounds                         | —     |                        |
| SR 234 | 53,50         | 86,11         | CR 1250 à la frontière de l'Illinois                                        | US 136 / SR 75 à Jamestown                     | 1931  | Segment ouest          |
| SR 234 | 26,35         | 42,40         | US 36 / SR 67 à McCordsville                                                | SR 38 près de Cadiz                            | 1932  | Segment est            |
| SR 235 | 7,52          | 12,10         | SR 135 près de Medora                                                       | US 50 près de Medora                           | —     |                        |
| SR 236 | 40,66         | 65,44         | US 41 près de Bloomingdale                                                  | SR 39 à Danville                               | —     | Segment ouest          |
| SR 236 | 6,12          | 9,84          | SR 9 à Anderson                                                             | Middletown                                     | —     | Segment est            |
| SR 237 | 5,37          | 8,64          | KY 69 à la frontière du Kentucky à Cannelton                                | SR 37 près de Tell City                        | —     | Segment sud            |
| SR 237 | 9,95          | 16,01         | SR 62 / SR 66 à Sulphur                                                     | SR 37 / SR 64 à English                        | —     | Segment nord           |
| SR 240 | 10,17         | 16,37         | US 231 à Greencastle                                                        | SR 75 près de Stilesville                      | —     |                        |
| SR 241 | 18,50         | 29,77         | US 41 à Decker                                                              | US 50 / US 150 à Wheatland                     | —     |                        |
| SR 243 | 9,44          | 15,20         | SR 42 près de Cagles Mill Lake                                              | US 40 à Putnamville                            | —     |                        |
| SR 244 | 22,29         | 35,88         | Michigan Road près de Shelbyville                                           | US 52 à Andersonville                          | 1932  |                        |
| SR 245 | 13,57         | 21,85         | SR 70 près de Troy                                                          | SR 62 près de Dale                             | 1932  |                        |
| SR 246 | 37,88         | 60,96         | SR 63 à Prairie Creek                                                       | SR 46 à Vandalia                               | 1932  |                        |
| SR 249 | 2,44          | 3,93          | US 20 à Portage                                                             | US 12 près de Burns Harbor                     | —     |                        |
| SR 250 | 33,43         | 53,81         | US 50 à Brownstown                                                          | SR 7 à Middlefork                              | —     | Segment ouest          |
| SR 250 | 35,13         | 56,54         | US 421 à Belleview                                                          | SR 156 à Patriot                               | —     | Segment est            |
| SR 252 | 36,64         | 58,96         | SR 37 près de Martinsville                                                  | CR 250 à Flat Rock                             | 1931  | Segment ouest          |
| SR 252 | 11,18         | 18,00         | US 52 / SR 1 à Brookville                                                   | OH 126 / SR 129 à la frontière de l'Ohio       | 1931  | Segment est            |
| SR 256 | 26,83         | 43,18         | Old SR 39 près d'Austin                                                     | SR 56 près de Madison                          | 1932  |                        |
| SR 257 | 31,35         | 50,46         | Broadway Street à Stendal                                                   | Old US 50 à Washington                         | —     |                        |
| SR 258 | 12,80         | 20,60         | SR 58 près de Freetown                                                      | SR 11 à Seymour                                | —     |                        |
| SR 261 | 7,75          | 12,48         | SR 66 près de Newburgh                                                      | SR 62 près de Boonville                        | 1932  |                        |
| SR 262 | 14,91         | 23,99         | US 50 à Dillsboro                                                           | SR 56 à Rising Sun                             | 1932  |                        |
| SR 263 | 12,91         | 20,78         | SR 63 près de Covington                                                     | SR 63 près de West Lebanon                     | —     |                        |
| SR 264 | 4,85          | 7,82          | SR 162 à Ferdinand                                                          | Forêt d'état de Ferdinand                      | —     |                        |
| SR 267 | 8,70          | 14,00         | I-74 à Brownsburg                                                           | I-65 / US 52 près de Whitestown                | —     |                        |
| SR 269 | 0,89          | 1,43          | Parc d'état de Harmonie                                                     | SR 69 près de New Harmony                      | —     |                        |
| SR 301 | 9,58          | 15,42         | SR 116 à Vera Cruz                                                          | US 224 près de Tocsin                          | —     |                        |
| SR 312 | 3,04          | 4,90          | Chicago Avenue / White Oak Avenue aux limites entre Hammond et East Chicago | US 12 / SR 912 à East Chicago                  | —     |                        |
| SR 327 | 31,77         | 51,13         | SR 205 près de Garrett                                                      | Rierson Road à la frontière du Michigan        | 1931  |                        |
| SR 329 | 0,36          | 0,57          | SR 29 près de Logansport                                                    | US 24 / US 35 / SR 25 à Logansport             | —     |                        |
| SR 331 | 43,28         | 69,65         | SR 25 près de Tippecanoe                                                    | SR 23 près de Granger                          | 1932  |                        |
| SR 332 | 7,65          | 12,31         | I-69 près de Muncie                                                         | Tillotson Avenue à Muncie                      | 1982  |                        |
| SR 335 | 4,47          | 7,20          | SR 135 près de Crandall                                                     | SR 64 près de Crandall                         | —     | Segment sud            |
| SR 335 | 9,90          | 15,93         | US 150 près de Greenville                                                   | SR 60 à New Pekin                              | —     | Segment nord           |
| SR 337 | 22,10         | 35,57         | SR 11 près de Dogwood                                                       | SR 64 à Depauw                                 | —     | Segment sud            |
| SR 337 | 13,44         | 21,63         | SR 56 à Livonia                                                             | SR 37 près d'Orleans                           | —     | Segment nord           |
| SR 340 | 5,51          | 8,86          | US 40 à Cloverland                                                          | US 40 à Brazil                                 | —     |                        |
| SR 341 | 22,74         | 36,60         | SR 234 près de Wallace                                                      | SR 28 près d'Attica                            | —     |                        |
| SR 350 | 23,42         | 37,68         | US 421 à Osgood                                                             | US 50 / SR 56 à Aurora                         | 1931  |                        |
| SR 352 | 20,55         | 33,08         | SR 26 près d'Ambia                                                          | US 52 près d'Oxford                            | 1935  |                        |
| SR 356 | 9,91          | 15,95         | SR 57 à Petersburg                                                          | SR 257 près d'Otwell                           | 1932  | Segment ouest          |
| SR 356 | 15,36         | 24,72         | US 31 près de Scottsburg                                                    | SR 62 près de Hanover                          | 1932  | Segment est            |
| SR 357 | 1,24          | 1,99          | SR 64 à Oakland City                                                        | SR 57 à Oakland City                           | —     |                        |
| SR 358 | 12,15         | 19,55         | SR 67 près d'Edwardsport                                                    | SR 58 près d'Elnora                            | —     |                        |
| SR 362 | 7,42          | 11,93         | SR 3 près de Nabb                                                           | SR 62 près de New Washington                   | —     |                        |
| SR 364 | 4,18          | 6,72          | SR 61 près de Winslow                                                       | Forêt d'état de Pike                           | —     |                        |
| SR 427 | 15,56         | 25,05         | US 6 à Waterloo                                                             | OH 34 à la frontière de l'Ohio                 | 1932  |                        |
| SR 441 | 2,59          | 4,18          | US 41 près de Vincennes                                                     | IL 33 à la frontière de l'Illinois à Vincennes | —     | Pont Lincoln Memorial  |
| SR 445 | 2,81          | 4,52          | SR 54 près de Cincinnati                                                    | I-69 près de Cincinnati                        | 1936  |                        |
| SR 446 | 23,55         | 37,90         | US 50 près de Bedford                                                       | SR 46 à Bloomington                            | —     |                        |
| SR 450 | 24,96         | 40,16         | US 50 près de Shoals                                                        | US 50 à Bedford                                | 1932  |                        |
| SR 458 | 1,14          | 1,83          | SR 158 près de Bedford                                                      | Purdue Farm Road près d'Oolitic                | 1951  |                        |
| SR 462 | 2,95          | 4,74          | Parc d'état d'O'Bannon Woods                                                | SR 62 près de White Cloud                      | —     |                        |
| SR 520 | 0,25          | 0,40          | US 20 à Pines                                                               | US 12 à Pines                                  | —     |                        |
| SR 524 | 3,66          | 5,89          | US 24 près de Lagro                                                         | Forêt d'état de Salamonie River                | —     |                        |
| SR 545 | 13,92         | 22,40         | SR 66 à Troy                                                                | SR 62 à Saint Meinrad                          | —     | Segment sud            |
| SR 545 | 11,06         | 17,80         | SR 164 près de Celestine                                                    | SR 56 près de Dubois                           | —     | Segment nord           |
| SR 550 | 13,87         | 22,33         | US 41 / US 150 à Emison                                                     | US 50 / US 150 à Wheatland                     | 1934  | Segment ouest          |
| SR 550 | 9,78          | 15,74         | US 50 / US 150 à Loogootee                                                  | US 150 à Lacy                                  | 1948  | Segment est            |
| SR 558 | 1,11          | 1,78          | US 231 / SR 58 près de Crane                                                | Crane Naval Surface Warfare Center             | 1953  |                        |
| SR 641 | 6,20          | 10,00         | US 41 / US 150 à Youngstown                                                 | I-70 / US 40 / SR 46 à Terre Haute             | 2010  |                        |
| SR 645 | 1,97          | 3,17          | US 231 près de Burns City                                                   | Crane Naval Surface Warfare Center             | 1953  |                        |
| SR 650 | 0,88          | 1,42          | US 50 près de Willow Valley                                                 | Usine de USG Corporation                       | —     |                        |
| SR 662 | 1,56          | 2,51          | I-69 à Evansville                                                           | Ellerbusch Road à Newburgh                     | —     |                        |
| SR 727 | 0,79          | 1,27          | Parc d'état de Pokagon                                                      | SR 127 près d'Angola                           | 1934  |                        |
| SR 827 | 6,63          | 10,67         | SR 127 à Angola                                                             | SR 120 à Fremont                               | 1934  |                        |
| SR 912 | 11,69         | 18,81         | I-90 / Indiana Toll Road à Hammond                                          | US 6 Business à Griffith                       | —     |                        |
| SR 930 | 12,85         | 20,68         | I-69 / US 24 / US 30 / US 33 à Fort Wayne                                   | I-469 / US 30 à New Haven                      | 1998  |                        |
| SR 931 | 11,59         | 18,66         | US 31 près de Kokomo                                                        | US 31 près de Kokomo                           | 2013  | Segment sud            |
| SR 931 | 8,84          | 14,22         | Limite des comtés de Marshall et de Saint Joseph                            | Limite de South Bend                           | 2014  | Segment nord           |
| SR 933 | 16,83         | 27,09         | Lincolnway / Ash Road à Osceola                                             | M-51 à la frontière du Michigan                | 1998  |                        |
|        |               |               |                                                                             |                                                |       |                        |